# مقاطعة أورليانز (فيرمونت)
مقاطعة أورليانز هي مقاطعة في فيرمونت، بلغ عدد سكانها 27٬231  نسمة، في 2010، عاصمتها نيوبورت، تبلغ مساحتها 1٬868 كيلومتر مربع.

## الموقع
تشترك في الحدود مع:
- مقاطعة إسيكس (فيرمونت)
- Brome-Missisquoi (provincial electoral district) [الإنجليزية]‏
- Memphrémagog Regional County Municipality [الإنجليزية]‏
- مقاطعة فرانكلين (فيرمونت)
- مقاطعة كاليدونيا (فيرمونت)
- مقاطعة لامويل (فيرمونت)
- كوتيكوك، كيبك  [لغات أخرى]‏.

## التقسيمات الإدارية
- ألباني
- بارتون
- بونينغتون
- تشارلستون
- كوفنتري
- كرافتسبوري
- ديربي
- غلوفر
- غرينسبورو
- هولند
- أيراسبورغ
- جاي
- لويل
- مورغان
- نيوبورت
- نيوبورت
- تروي
- ويستفيلد
- ويستمور.